# 库埃龙
库埃龙（法語：Couëron，法語發音：[kwɛʁɔ̃] ⓘ），法国西部城市，卢瓦尔河地区大区大西洋卢瓦尔省的一个市镇，隶属于南特区，其市镇面积为44.03平方公里，2022年1月1日时人口数量为23,541人，在法国城市中排名第397位。
库埃龙位于大西洋卢瓦尔省中部，卢瓦尔河右岸，是南特的一个郊区卫星城，图尔—圣纳泽尔铁路由此通过。法国自然学家阿尔西德·道比尼出生于库埃龙。

## 地名来源
“Couëron”一名可能出自凯尔特语单词“koro”或“korio”，意为“农场”或“农舍”。在1801年以前，当地的官方名称拼写为“Coueron”。
库埃龙所处区域历史上曾通行布列塔尼语，“Couëron”在布列塔尼语维基百科中被标记为“Koeron”。

## 历史

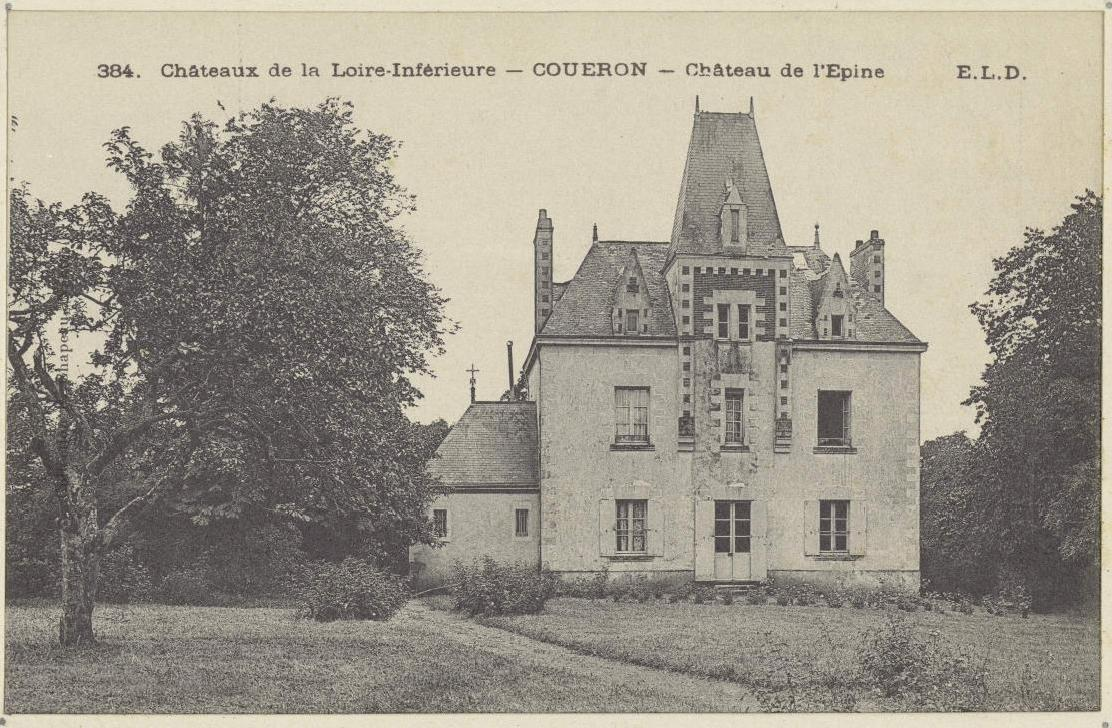
20世纪初库埃龙境内的一处城堡

库埃龙的早期历史尚不清楚。根据当地官方网站的论述，库埃龙最初于公元850年被提及。中世纪中后期，库埃龙长期为雷家族的一处领地。1488年9月9日，布列塔尼公爵法兰索瓦二世在途径库埃龙时坠马身亡。布列塔尼战争结束后，库埃龙成为法兰西王国的一部分。17世纪时，得益于卢瓦尔内河航运的发展，库埃龙的卢瓦尔河畔兴建了“柳林港”（Port Launay），后者成为南特入海船舶的一处中转港口，当地与西欧多个地区间开辟有商路航线。18世纪后，该港随着卢瓦尔河水运条件的提升而逐渐衰落。1785年，在路易十六的支持下，库埃龙境内出现了一家皇家玻璃厂。法国大革命后，库埃龙成为下卢瓦尔省（1957年更名为“大西洋卢瓦尔省”）的一个市镇。工业革命期间，途径库埃龙的图尔—圣纳泽尔铁路建成通车，库埃龙境内出现了一处轧钢厂。20世纪后，得益于南特的城市扩张及通勤列车的开行，库埃龙人口数量快速增加，当地出现了以勒博西街区（Le Bossis）为代表的多处新兴居民区。

## 地理

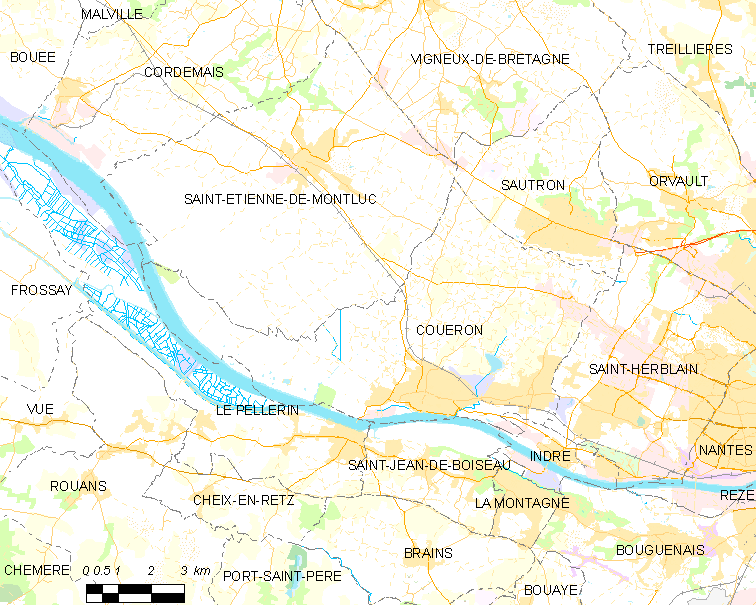
库埃龙市镇范围地图

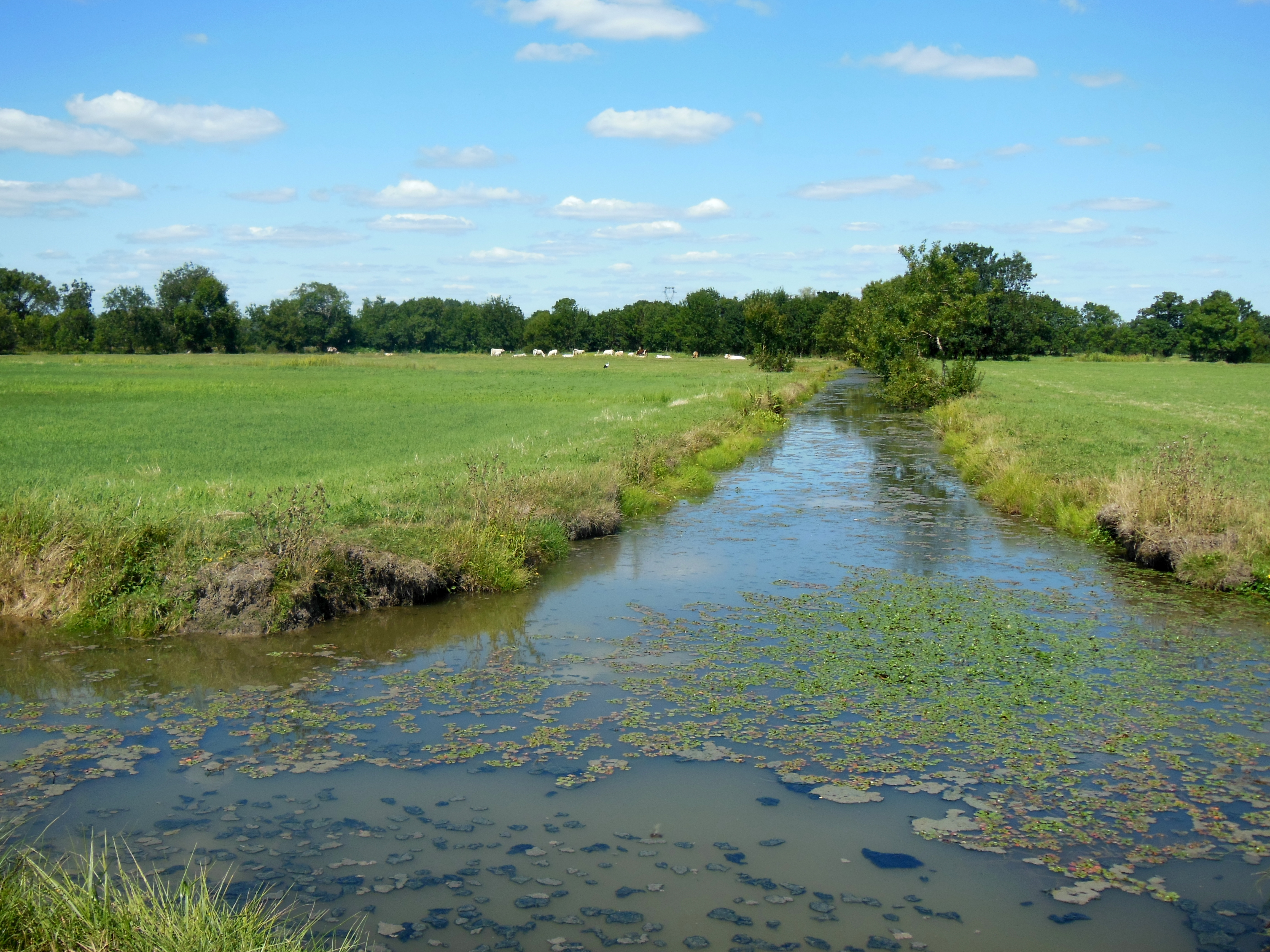
欧蒂邦沼泽

库埃龙位于法国西部，卢瓦尔河地区大区西部和大西洋卢瓦尔省中部，距离省会南特大约12公里。与库埃龙接壤的市镇包括：圣艾蒂安德蒙吕克、索特龙、圣埃尔布兰、奧爾沃、勒佩勒兰、圣让德布瓦索和安德尔。

### 地形
库埃龙位于卢瓦尔河口腹地，阿摩里卡丘陵南侧，境内以平原为主，市镇中心地势较为平坦，整体地势自南向北略有抬升，全境海拔在0到74米之间。

### 水文
库埃龙位于卢瓦尔河流域范围内，其干流自东向西流经境内，人工开凿的克莱罗运河（Canal du Claireau）从市镇范围西侧的欧迪邦沼泽经过，博略湖（Lac de Beaulieu）位于市区东北部。

### 植被
库埃龙属于温带阔叶混交林区，林地散落分布于市镇范围内的多个区域。
在鲜花城市的评比中，库埃龙暂未被评级。

### 气候
库埃龙在柯本气候分类法中属于属于较为典型的温带海洋性气候（Cfb），全年温差较小，降水分布均匀。
距离库埃龙最近的常年气象站为位于布格奈境内的南特机场气象站，以下为该气象站的数据：
| 布格奈-南特机场 1981年－2022年 | 布格奈-南特机场 1981年－2022年 | 布格奈-南特机场 1981年－2022年 | 布格奈-南特机场 1981年－2022年 | 布格奈-南特机场 1981年－2022年 | 布格奈-南特机场 1981年－2022年 | 布格奈-南特机场 1981年－2022年 | 布格奈-南特机场 1981年－2022年 | 布格奈-南特机场 1981年－2022年 | 布格奈-南特机场 1981年－2022年 | 布格奈-南特机场 1981年－2022年 | 布格奈-南特机场 1981年－2022年 | 布格奈-南特机场 1981年－2022年 | 布格奈-南特机场 1981年－2022年 |
| 月份                           | 1月                            | 2月                            | 3月                            | 4月                            | 5月                            | 6月                            | 7月                            | 8月                            | 9月                            | 10月                           | 11月                           | 12月                           | 全年                           |
| ------------------------------ | ------------------------------ | ------------------------------ | ------------------------------ | ------------------------------ | ------------------------------ | ------------------------------ | ------------------------------ | ------------------------------ | ------------------------------ | ------------------------------ | ------------------------------ | ------------------------------ | ------------------------------ |
| 历史最高温 °C（°F）            | 18.2 (64.8)                    | 22.6 (72.7)                    | 23.8 (74.8)                    | 28.3 (82.9)                    | 32.8 (91.0)                    | 39.1 (102.4)                   | 42 (108)                       | 39.2 (102.6)                   | 35.1 (95.2)                    | 30.2 (86.4)                    | 21.8 (71.2)                    | 18.4 (65.1)                    | 40.3 (104.5)                   |
| 平均高温 °C（°F）              | 9 (48)                         | 9.9 (49.8)                     | 13 (55)                        | 15.5 (59.9)                    | 19.2 (66.6)                    | 22.7 (72.9)                    | 24.8 (76.6)                    | 25 (77)                        | 22.1 (71.8)                    | 17.5 (63.5)                    | 12.4 (54.3)                    | 9.3 (48.7)                     | 16.7 (62.1)                    |
| 日均气温 °C（°F）              | 6 (43)                         | 6.4 (43.5)                     | 8.9 (48.0)                     | 11 (52)                        | 14.5 (58.1)                    | 17.6 (63.7)                    | 19.6 (67.3)                    | 19.6 (67.3)                    | 17 (63)                        | 13.5 (56.3)                    | 9 (48)                         | 6.3 (43.3)                     | 12.5 (54.5)                    |
| 平均低温 °C（°F）              | 3.1 (37.6)                     | 2.9 (37.2)                     | 4.8 (40.6)                     | 6.4 (43.5)                     | 9.9 (49.8)                     | 12.6 (54.7)                    | 14.4 (57.9)                    | 14.2 (57.6)                    | 11.9 (53.4)                    | 9.4 (48.9)                     | 5.7 (42.3)                     | 3.4 (38.1)                     | 8.2 (46.8)                     |
| 历史最低温 °C（°F）            | −13 (9)                        | −15.6 (3.9)                    | −9.6 (14.7)                    | −3 (27)                        | −1.5 (29.3)                    | 3.8 (38.8)                     | 5.8 (42.4)                     | 5.6 (42.1)                     | 2.8 (37.0)                     | −3.3 (26.1)                    | −6.8 (19.8)                    | −10.8 (12.6)                   | −15.6 (3.9)                    |
| 平均降水量 mm（）              | 86.4 (3.40)                    | 69 (2.7)                       | 60.9 (2.40)                    | 61.4 (2.42)                    | 66.2 (2.61)                    | 43.4 (1.71)                    | 45.9 (1.81)                    | 44.1 (1.74)                    | 62.9 (2.48)                    | 92.8 (3.65)                    | 89.7 (3.53)                    | 96.8 (3.81)                    | 819.5 (32.26)                  |
| 月均日照時數                   | 73.2                           | 97.3                           | 141.3                          | 169.8                          | 189                            | 206.5                          | 213.7                          | 226.8                          | 193.8                          | 118.2                          | 85.8                           | 76.1                           | 1,791.5                        |
| 来源：infoclimat.fr            |                                |                                |                                |                                |                                |                                |                                |                                |                                |                                |                                |                                |                                |

## 行政区划
库埃龙的市镇编号为44047，邮政编号为44220。
在行政管理方面，库埃龙隶属于法国卢瓦尔河地区大区大西洋卢瓦尔省南特区；在地方选举方面，库埃龙隶属于圣埃尔布兰第一县，其市镇范围全境被划入大西洋卢瓦尔省第三选区；在社会管理方面，库埃龙是南特都会区的组成部分。
截至2023年8月，库埃龙市镇范围内暂无任何城市敏感街区及城市政策优先街区。
法国国家统计与经济研究所（简称）在进行数据统计时，将库埃龙及相邻的另外23个市镇设为南特城市核心区（2020年调整至共22个），并将包括核心区在内的周边共108个市镇划为南特城市区。自2020年起，南特城市区被包含116个市镇的南特城市辐射区代替。此外，还将库埃龙市镇分为了8个“块区”（IRIS），以便于统计人口分布情况。

## 交通

### 公路
大西洋卢瓦尔省省道D17线、D26线、D81线和D101线在库埃龙境内交汇。
| 雷恩门立交 | 17 |

| 南特 | 16 |

| 圣埃尔布兰 | 6 |

| 萨沃奈 | 25 |

2019年，87.4%的库埃龙家庭拥有至少一辆私人汽车。2021年，库埃龙境内共发生各类交通事故9起，造成1人遇难，11人受伤，其中5人重伤。

### 铁路

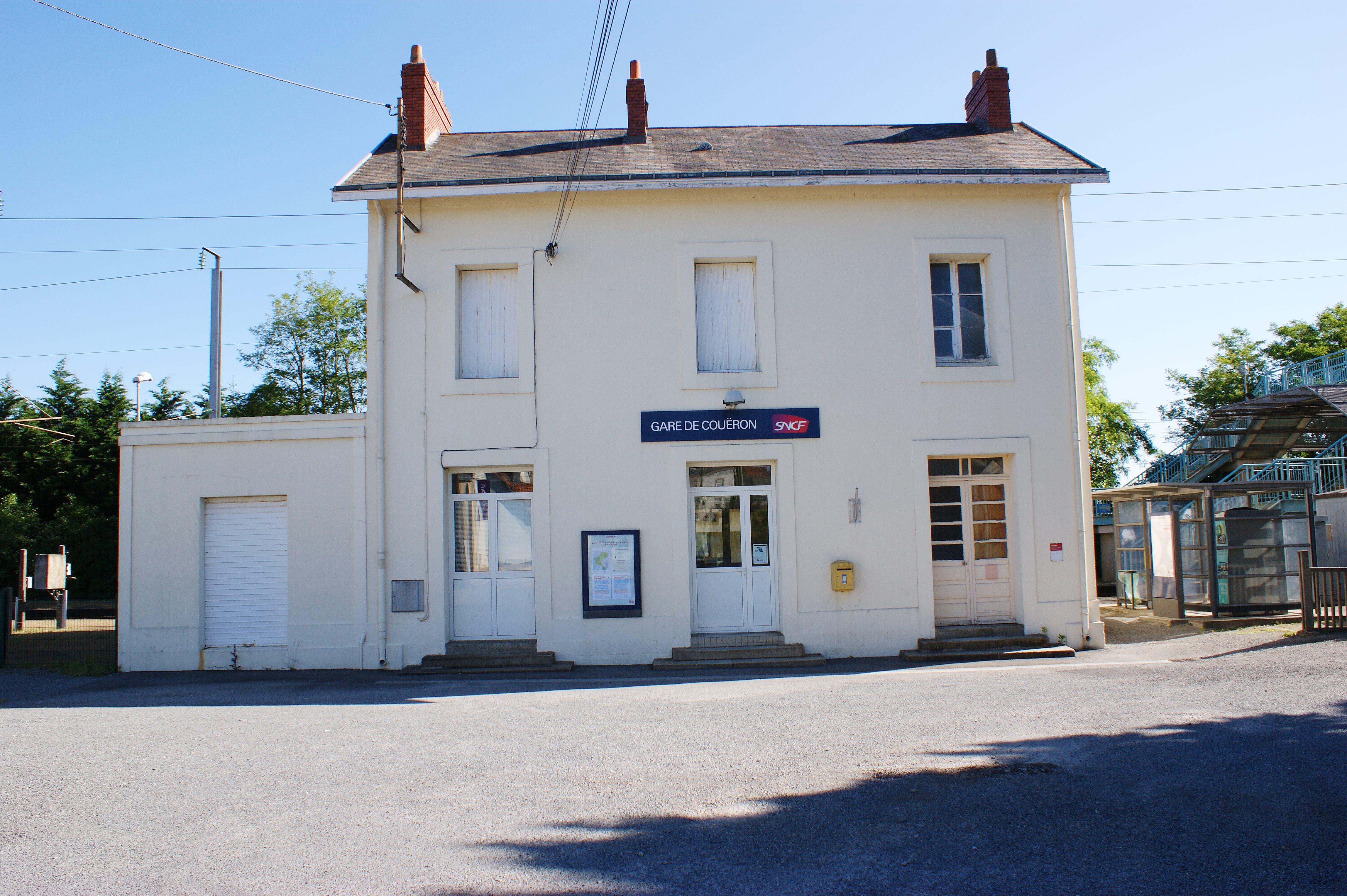
库埃龙火车站

库埃龙位于图尔－圣纳泽尔铁路上。库埃龙站位于市区北部，停靠往返于南特和圣纳泽尔一线的区域列车。

### 航空
距离库埃龙最近的民用航空站为16公里外的南特机场。

### 城市公共交通
库埃龙是南特城市公共交通（商业名称为）的服务范围。截至2023年8月，该系统共包括三条有轨电车线路、两条大容量公交线路和数十条普通公交线路，其中71路、91路和E1线经过库埃龙境内并设有站点。

## 政治

### 市政内阁

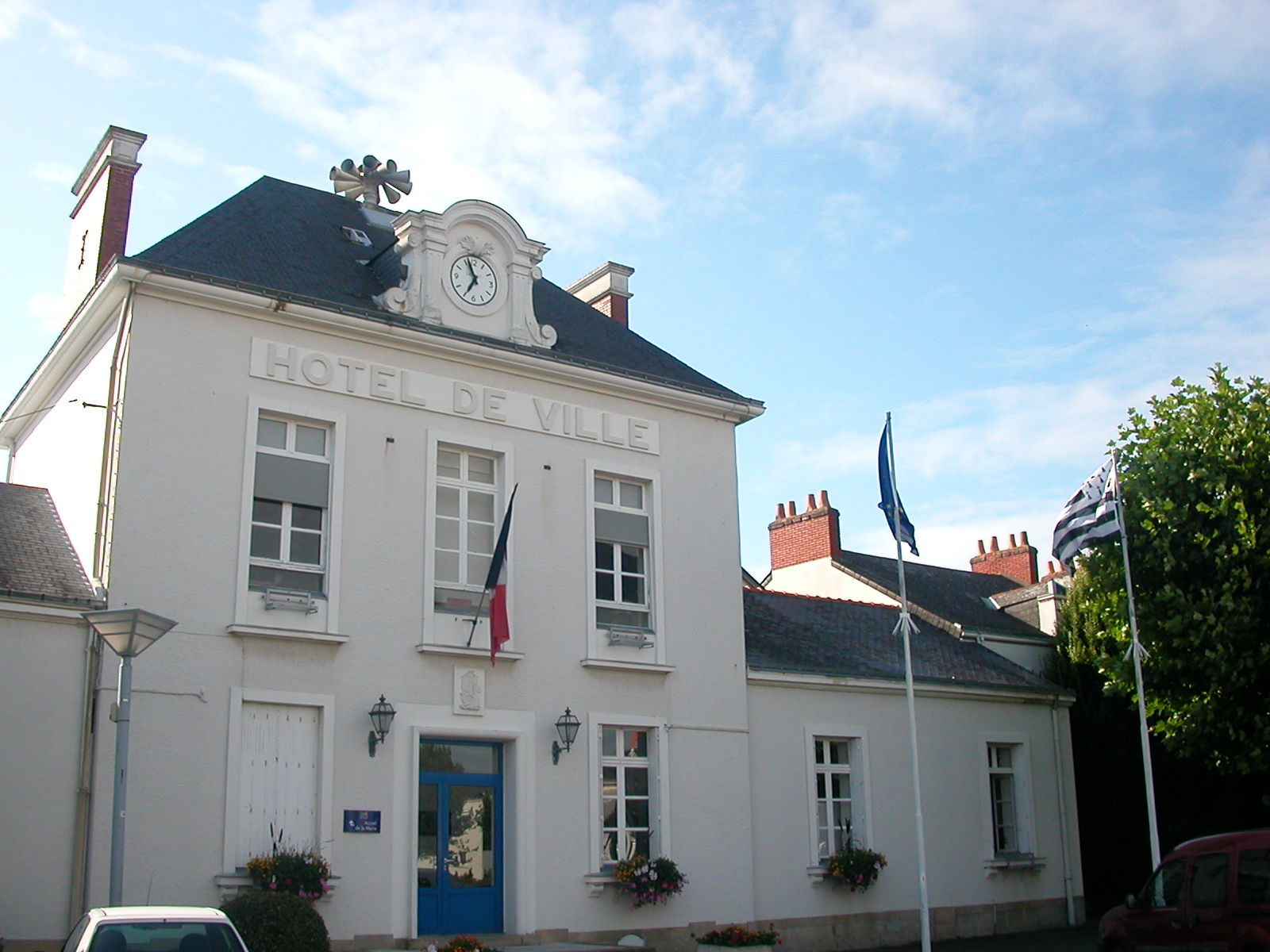
库埃龙市政厅

库埃龙的现任市长为卡萝尔·格勒洛（Carole GRELAUD），她是左翼联盟的一名成员，在2020年的市政选举中获得了53.25%的支持率。
| 库埃龙历届市长 | 库埃龙历届市长                        | 库埃龙历届市长                 |
| 任期           | 市长                                  | 党派                           |
| -------------- | ------------------------------------- | ------------------------------ |
| 1944年－1945年 | Fernand DOCEUL 费尔南·多瑟尔          | SFIO工人国际法国支部           |
| 1945年－1964年 | Henri NORMAND 亨利·诺尔芒             | SFIO工人国际法国支部           |
| 1964年－1971年 | Cyr GRAVE 西尔·格拉夫                 | SFIO工人国际法国支部 →PS社会党 |
| 1971年－1977年 | Claude GILARDIN 克洛德·吉拉尔丹       | PS社会党                       |
| 1977年－1983年 | Jean-René MORANDEAU 让-勒内·莫朗多    | PS社会党                       |
| 1983年－1993年 | Robert MORIN 罗贝尔·莫兰              | PS社会党                       |
| 1993年－1995年 | Serge RICORDEAU 塞尔日·里科尔多       | DVD右翼无党派人士              |
| 1995年－2015年 | Jean-Pierre FOUGERAT 让-皮埃尔·富热拉 | PS社会党                       |
| 2015年－       | Carole GRELAUD 卡萝尔·格勒洛          | PS社会党 →UG左翼联盟           |

### 各级选举
| 库埃龙历届投票选举结果 | 库埃龙历届投票选举结果 | 库埃龙历届投票选举结果 | 库埃龙历届投票选举结果 | 库埃龙历届投票选举结果      | 库埃龙历届投票选举结果 | 库埃龙历届投票选举结果 | 库埃龙历届投票选举结果      | 库埃龙历届投票选举结果 | 库埃龙历届投票选举结果 |
| 选举项目               | 选举范围               | 选区单位               | 选区单位内的选举结果   | 选区单位内的选举结果        | 选区单位内的选举结果   | 选区单位内的选举结果   | 选区单位内的选举结果        | 选区单位内的选举结果   | 参考资料               |
| 选举项目               | 选举范围               | 选区单位               | 第一轮胜出者           | 第一轮胜出者                | 支持率                 | 第二轮胜出者           | 第二轮胜出者                | 支持率                 | 参考资料               |
| ---------------------- | ---------------------- | ---------------------- | ---------------------- | --------------------------- | ---------------------- | ---------------------- | --------------------------- | ---------------------- | ---------------------- |
| 2017年法國總統選舉     | 法國                   | 市镇                   |                        | 埃马纽埃尔·马克龙           | 29.09%                 |                        | 埃马纽埃尔·马克龙           | 77.77%                 | [ 23 ]                 |
| 2017年法国立法选举     | 大西洋卢瓦尔省第三选区 | 市镇                   |                        | 安娜-弗朗斯·布吕内          | 37.1%                  |                        | 安娜-弗朗斯·布吕内          | 52.9%                  | [ 23 ]                 |
| 2019年欧洲议会选举     | 法國                   | 市镇                   |                        | 亚尼克·雅多                 | 20.86%                 | （不适用）             | （不适用）                  | （不适用）             | [ 25 ]                 |
| 2021年法国省级选举     | 大西洋卢瓦尔省         | 县                     |                        | 埃尔韦·科鲁日 卡萝尔·格勒洛 | 29.25%                 |                        | 埃尔韦·科鲁日 卡萝尔·格勒洛 | 54.1%                  | [ 26 ]                 |
| 2021年法国省级选举     | 大西洋卢瓦尔省         | 市镇                   |                        | 埃尔韦·科鲁日 卡萝尔·格勒洛 | 39.42%                 |                        | 埃尔韦·科鲁日 卡萝尔·格勒洛 | 59.94%                 | [ 26 ]                 |
| 2021年法国大区选举     |                        | 市镇                   |                        | 马蒂厄·奥尔弗兰             | 27.51%                 |                        | 马蒂厄·奥尔弗兰             | 54.99%                 | [ 27 ]                 |
| 2022年法国总统选举     | 法國                   | 市镇                   |                        | 埃马纽埃尔·马克龙           | 28.9%                  |                        | 埃马纽埃尔·马克龙           | 68.25%                 | [ 23 ]                 |
| 2022年法国立法选举     | 大西洋卢瓦尔省第三选区 | 市镇                   |                        | 塞戈莱娜·阿米奥             | 42.05%                 |                        | 塞戈莱娜·阿米奥             | 56.87%                 | [ 23 ]                 |

## 人口
2020年，库埃龙市镇人口数量为22,680，在法国排名第397位。其中男性10,891人，女性11,418人，75岁及以上人口占6.3%，外籍人口数量为450人，人口密度为515人/平方公里，当地居民被称为（男性）或（女性）。2020年，库埃龙境内出生272人，死亡人口160人。
| 库埃龙1901年－2020年人口变化情况 |
|                                  |
| 数据来源：Cassini、INSEE         |

## 经济
库埃龙是南特的一个卫星城，也是一个区域性的中心市镇。截至2023年8月，库埃龙市镇范围内共有各类用人单位（包含自雇）2,562家，平均历史为13年，其中95.31%为中小型企业（PME），2023年6月至8月间，当地的经济活力指数为0.08%。（公路短途货运）、（蔬果销售）及（房屋工程）是当地2021年营业额最高的三个企业，分别为70,514,979欧元、60,711,725欧元和55,291,697欧元。

## 财政与居民收入
2021年，库埃龙的财政收入总额为25,600,700欧元，财政支出总额为22,772,700欧元，当年的债务总额为5,156,670欧元。2021年，库埃龙市镇通过增值税获得506,250欧元的收入，此外当地还共获得了217,670欧元的国家直接财政补助。
2020年，库埃龙的人均月收入总额为2,326欧元，其中高级职员为3,531欧元，低于法国平均水平（4,230欧元）；中级职员为2,323欧元，低于法国平均水平（2,411欧元）；普通职员为1,798欧元，高于法国平均水平（1,740欧元）。
2019年，库埃龙境内的贫困率为7%，青壮年（15至64岁）失业率为8.9%；2022年，当地52.3%的家庭拥有纳税资格，平均纳税2,586欧元，低于法国平均水平（4,393欧元）。

## 社会事务

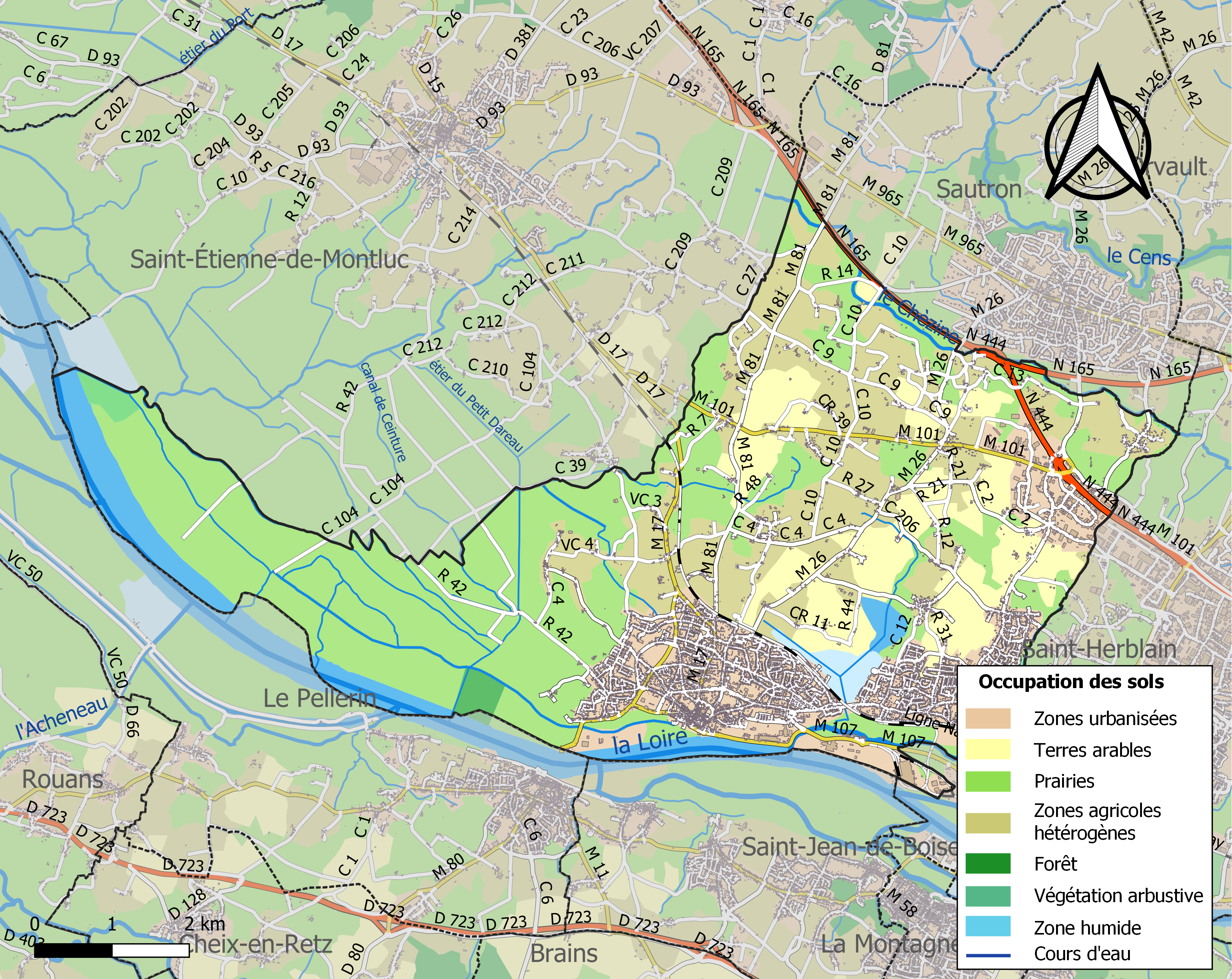
库埃龙土地利用情况地图

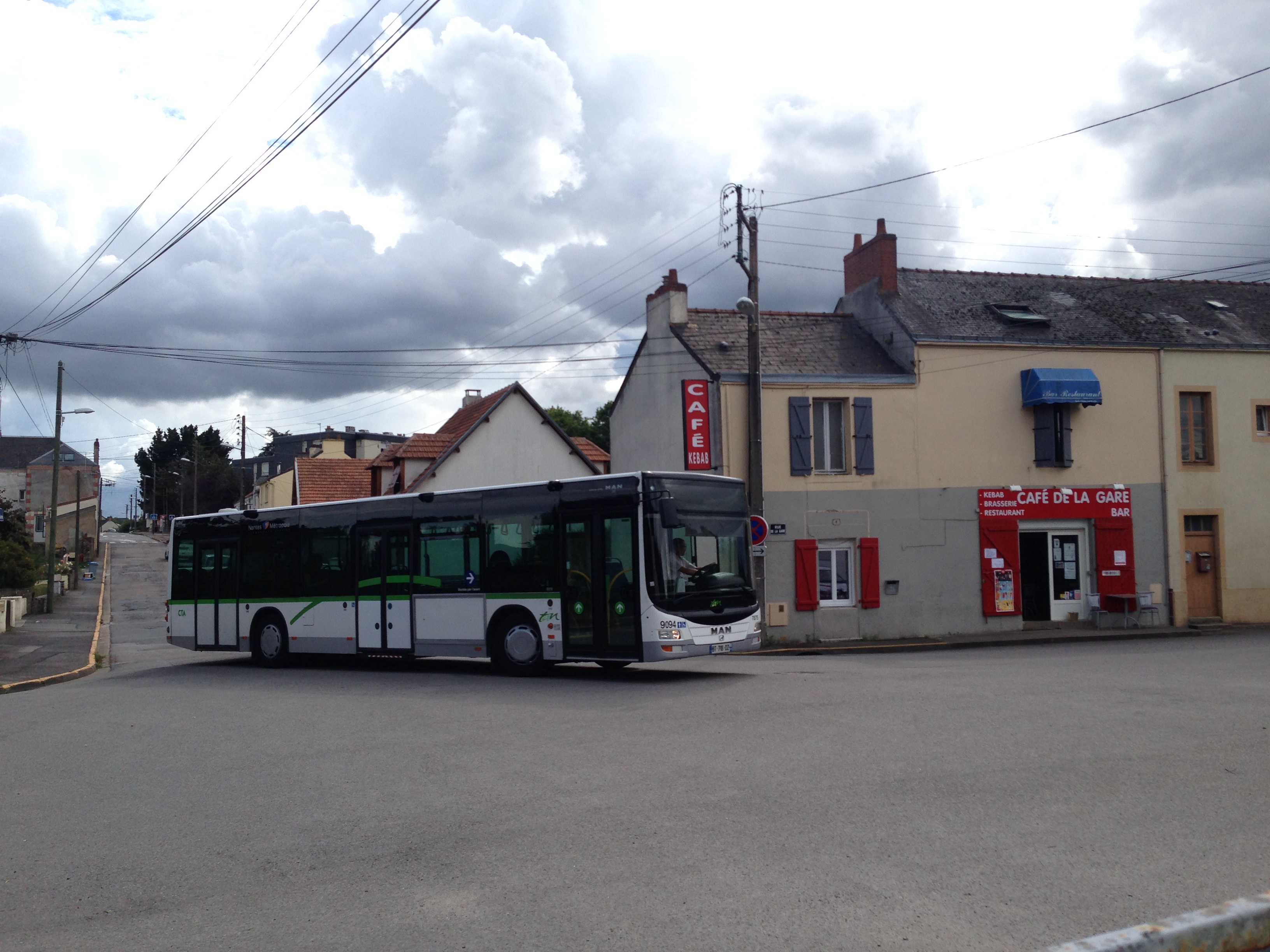
途径库埃龙火车站附近的公共汽车

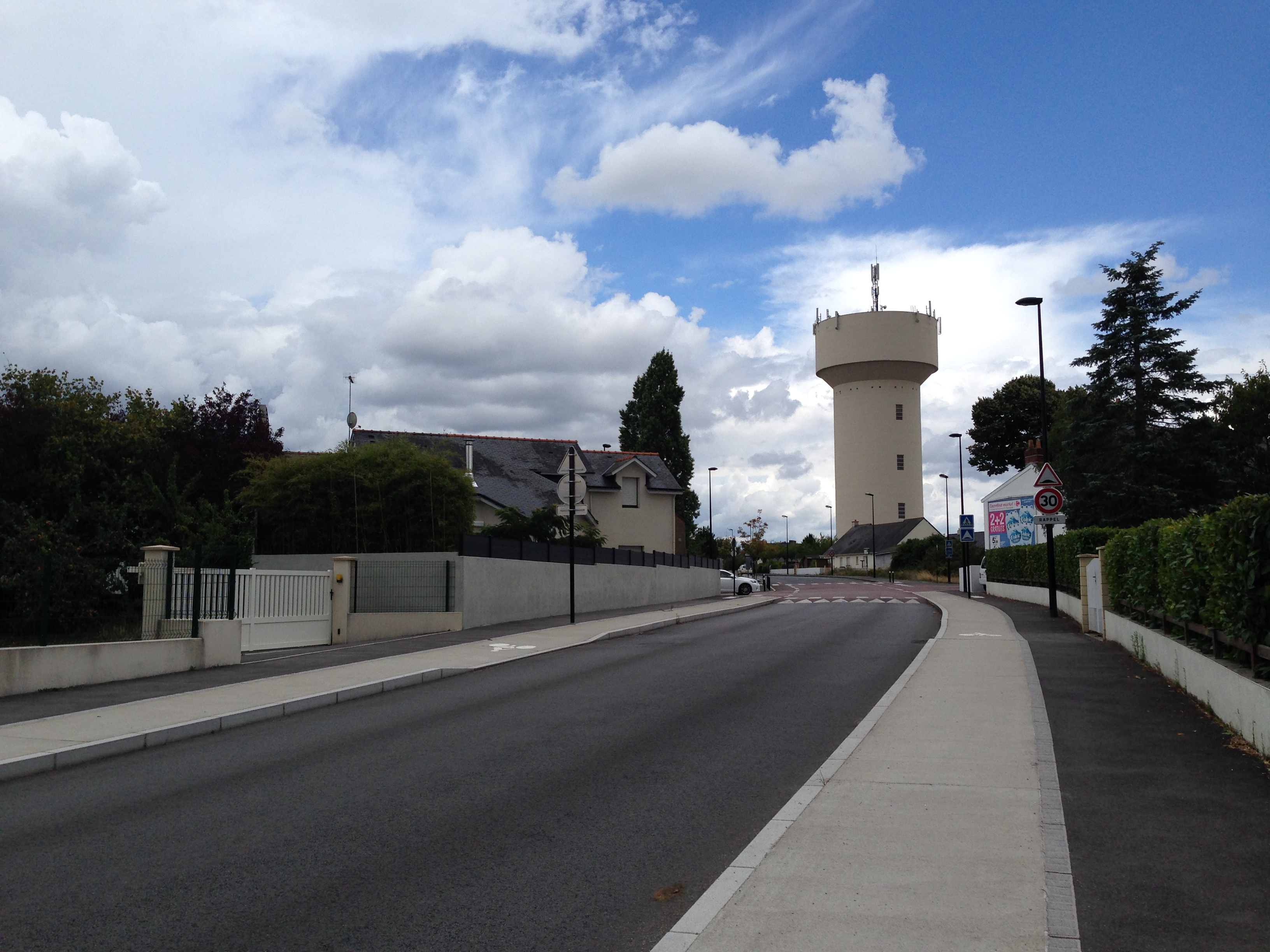
一处居民街区

### 教育
库埃龙属于南特学区。截至2021年1月1日，库埃龙境内共有5所幼儿园、8所小学、2所初级中学和1所职业高中。2021至2022学年度，库埃龙境内共有在校中等教育阶段学生1,526名。

### 医疗
截至2021年1月1日，库埃龙境内共有全科医生18名、保健师26名、牙医11名、护士13名、眼科医生3名和助产士2名。境内共有药房6家、残疾人帮扶中心2家。
距离库埃龙最近的区域性医疗机构为南特大学中心医院，其下属的雷奈克医院位于圣埃尔布兰市区，距离库埃龙市区的正常车程大约12分钟，该院设有床位477个，是当地规模最大的公立综合性医院。

### 住房
2019年，库埃龙境内共有各类住房9,664套，其中76.6%为独立式居民区，23.0%为集中式居民区。常住房屋占库埃龙市镇范围内居民建筑总量的95.4%。
在住房保障政策方面，2021年，库埃龙境内共有1,350户家庭获得了住房经济补助，受益人数占总人口数量的6.0%，其中1,263份为房租补助。

### 商业
2021年，库埃龙境内共有各类实体商铺345家，其中餐厅26家、大型超市3家、杂货店1家、面包房7家、肉铺3家、书店1家、银行门店6家、美容美发店20家、汽车维修店21家。镇中心建有家乐福便民超市。

### 体育
2021年，库埃龙境内共有2家游泳池、4间体育馆、2座综合体育场、14处网球场、2处马术场、4处足球或橄榄球场以及1处篮球或排球场。
截至2023年8月，库埃龙境内共有三家注册足球俱乐部。库埃龙沙博西耶尔足球俱乐部（Couëron Chabossière Football Club，编号501979）是当地的代表性足球队，成立于2021年，其主队2023至2024赛季参加大西洋卢瓦尔省足球联赛甲（法国第九级别），其主场为莱奥·拉格朗日球场（Stade Léo Lagrange）。

### 环境
库埃龙的环境事务由其所属的南特都会区联合各级政府协调负责。2021年，库埃龙境内共有2家污染企业。

### 治安
2021年，库埃龙市镇范围内有1处宪兵队。
库埃龙及其附近的共15个市镇是南特国家宪兵队（zone gendarmerie de Nantes）的管辖范围。2020年，该宪兵队累计记录各类案件6,803起，其中盗窃类案件4,359起，经济类案件1,088起，毒品交易类案件276起。

## 文化

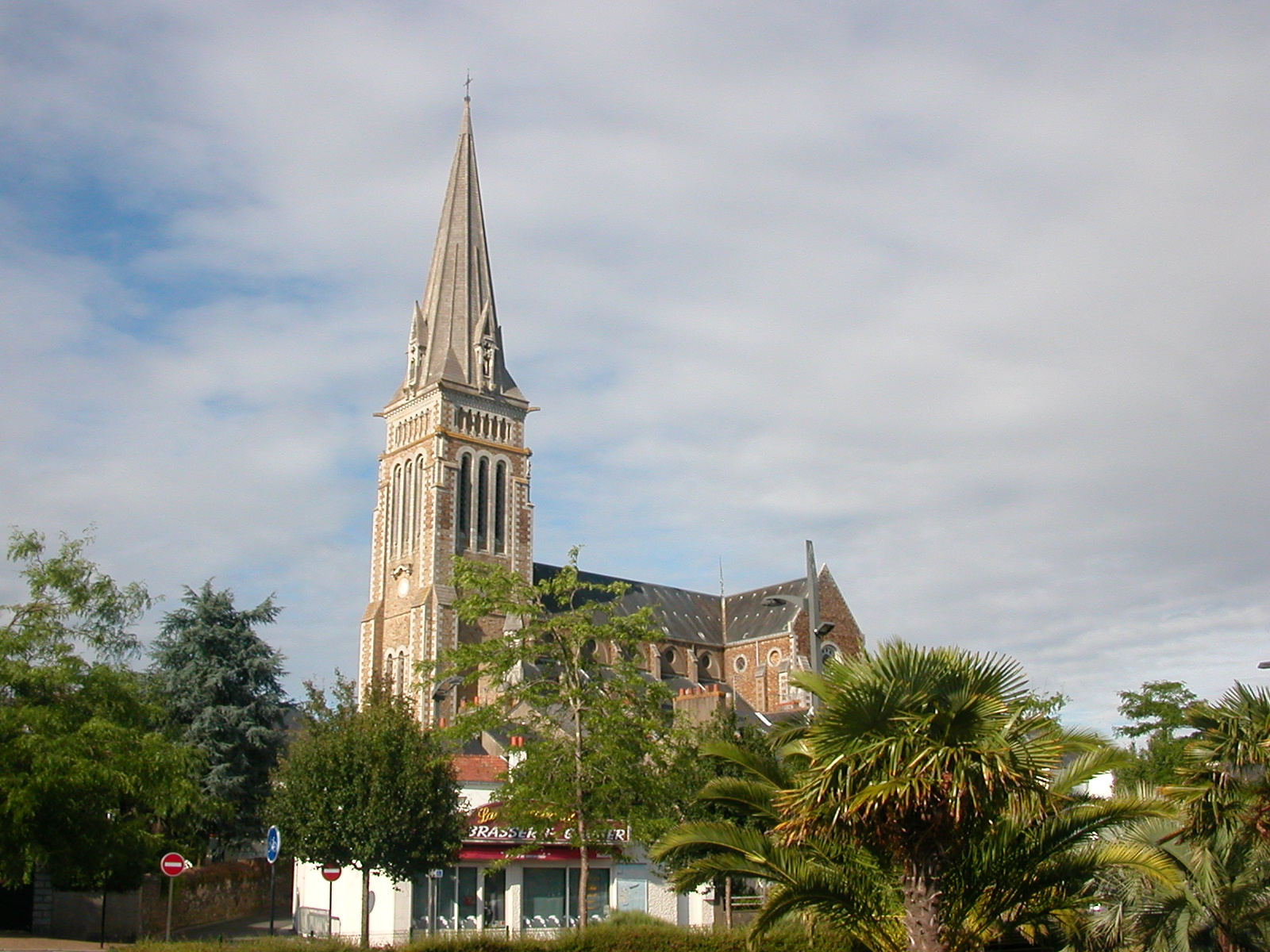
圣桑福里安教堂

2021年，库埃龙境内有1家剧场。库埃龙市政府提供维克多·雅拉多媒体中心（Médiathèque Victor-Jara），每周二至六向公众开放。

### 建筑
库埃龙境内有多处历史建筑，其中库埃龙铅塔为法国国家文物保护单位，圣桑福里安教堂（Église Saint-Symphorien de Couëron）是当地的地标性建筑物。

### 旅游
库埃龙的旅游事务由其所属的南特都会区负责。2022年，库埃龙境内共有1家酒店共计64间房间。

### 媒体
法国主要的媒体均可在库埃龙接收，法国电视三台下属的卢瓦尔河地区大区频道在部分时段播出库埃龙所在大西洋卢瓦尔省的地方新闻。《大洋报》（隶属于《法国西部报》）、蓝色法兰西卢瓦尔大洋广播、云雀广播、南特电视台等是当地主要的地方性媒体。

## 相关人物
法国自然学家阿尔西德·道比尼和雕塑家让-巴蒂斯特·达维德出生于库埃龙。
布列塔尼公爵法兰索瓦二世逝世于库埃龙。

## 友好城市
截至2023年8月，库埃龙共与两座城市建立了友好城市关系：
- 爱尔兰 韦克斯福德
- 比利时 弗勒吕斯